# Irínovka (Rostov)
Irínovka (del ruso: Ириновка) es un jútor del raión de Zernograd del óblast de Rostov de Rusia. Está situado en la orilla izquierda del río Elbuzd, afluente del Kagalnik, 26 km al sur de Zernograd y 74 km al sureste de Rostov del Don, la capital del óblast. 
Pertenece al municipio Guliái-Borísovskoye.